# Ica von Lenkeffy
Ica von Lenkeffy, geboren als Ilona Kaukál, (* 24. Oktober 1896 in Miskolc, Österreich-Ungarn; † 24. Januar 1955 in Budapest, Ungarn) war eine ungarische Theater- und Stummfilmschauspielerin.

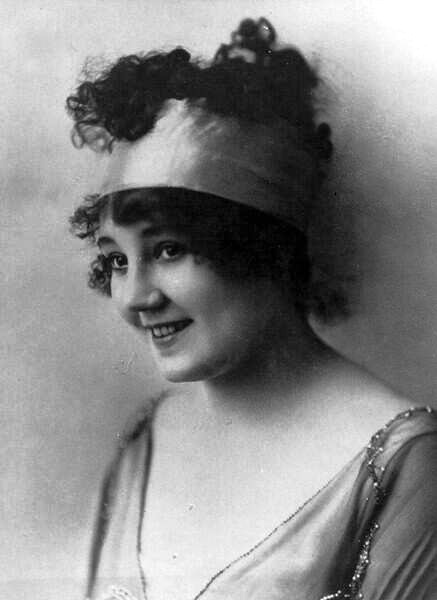
Ica von Lenkeffy

## Leben und Wirken

### Am Theater und beim heimischen Film
Die Tochter des Schauspielers Kornél Lenkefi (eigentlich: Győző Manó József Kaukál) und der Schauspielerin Ernestine „Katalin“ Keresztély ging in Budapest zur Schule und besuchte anschließend für kurze Zeit eine Schauspielschule. Sie trat zunächst auf ländlichen Bühnen auf und gab ihren Budapester Einstand im Alter von fünfzehn Jahren im Vígszínház (Lustspieltheater) mit der Rolle der Julie in Sommerliebe. Bis 1913 gehörte Lenkeffy dieser Spielstätte an. Es folgten Verpflichtungen, die sie 1914 ans Ungarische Theater und 1915 an das Király-Theater führte. Zeitgleich – vor allem während des Ersten Weltkriegs – stand die junge Künstlerin bereits in einer Fülle von Filmen erfolgreich vor der Kamera und drehte unter anderem mit dem nachmals legendären Regisseur und Produzenten Alexander Korda und seinem nicht minder bekannten Regie-Kollegen Michael Curtiz, damals noch Mihály Kertész. 

### Beim ausländischen Film
1921 erhielt die Ungarin ein Filmangebot aus Deutschland, damals dem führenden Filmland Europas, und verkörperte in ihrem Erstling, dem von Joe May produzierten Drama Die Erbin von Tordis, die Titelrolle. Ihre nächste, im Winter 1921/22 entstandene Produktion führte sie an die Seite zweier damaligen deutscher Leinwand-Topstars: Als Partnerin von Emil Jannings (als Othello) und Werner Krauß (als Jago) übernahm Ica von Lenkeffy in der Shakespeare-Adaption Othello die weibliche Hauptrolle der Desdemona. Sie blieb mit ihrer schauspielerischen Leistung aber hinter den Erwartungen zurück und erhielt keine Anschlussangebote. Anschließend ging Ica von Lenkeffy nach Wien, wo sie den Streifen Fräulein Frau abdrehte, danach zog sie sich weitgehend ins Privatleben zurück. Ihr letzter Auftritt vor der Kamera war 1928 in einer sehr schlecht besprochenen französischen Produktion. Vom Tonfilm erhielt die Ungarin kein Angebot mehr.

### Privates
Am 8. Juni 1918 heiratete Ica von Lenkeffy Imre Roboz (1892–1945), den damaligen Direktor der ungarischen Filmgesellschaft Projectograf. Nach nur fünf Jahren ließen sich beide wieder scheiden. Noch im selben Jahr 1923 heiratete sie erneut, diesmal Louis Mannheim, einen Pariser Bankier, auf dessen Wunsch hin Ica von Lenkeffy die Arbeit beim Film weitgehend beendete. Nach einiger Zeit brannte sie mit dem Sohn des mächtigen ungarischen Industriellen Leó Goldberger, Miklós Goldberger, durch und kehrte schließlich in den 1930er Jahren nach Ungarn heim. Was die frühere Schauspielerin in ihren späten Lebensjahren tat, ist derzeit unbekannt.

## Filmografie
- 1912: A víg özvegy
- 1912: Keserű szerelem
- 1915: Vigyázz, törékeny!
- 1916: Szulamit
- 1916: Monna Vanna
- 1916: Hófehérke
- 1917: A kuruzsló
- 1917: A csikós
- 1917: Szent Péter esernyője
- 1917: Der rote Simson (A vörös Sámson)
- 1917: Vengerkák
- 1917: A senki fia
- 1917: Tavasz a télben
- 1918: Der Faun (A faun)
- 1918: Der rote Halbmond (Az aranyember)
- 1919: Mary Ann
- 1919: Liliom
- 1919: Boccaccios Liebesnächte
- 1920: A masamód
- 1920: Az aranyszemű hölgy
- 1920: Beatrice házassága
- 1921: Farsangi mámor
- 1921: Die Erbin von Tordis
- 1922: Othello
- 1923: Fräulein Frau
- 1927: Yvette
- 1928: Souris d’hôtel